# Kaspar Anton Rettler
Kaspar Anton Rettler (* 6. Mai 1805 in Untervalme; † 22. Oktober 1871 in Roermond, Niederlande) war ein deutscher Orgelbauer und Redemptoristen-Mönch.

## Leben und Wirken
Kaspar Anton Rettler wurde am 6. Mai 1805 im nordrhein-westfälischen Dorf Untervalme (Kirchspiel Bödefeld) geboren.
Er absolvierte eine Lehre beim bekannten Trierer Orgelbauer Breidenfeld.

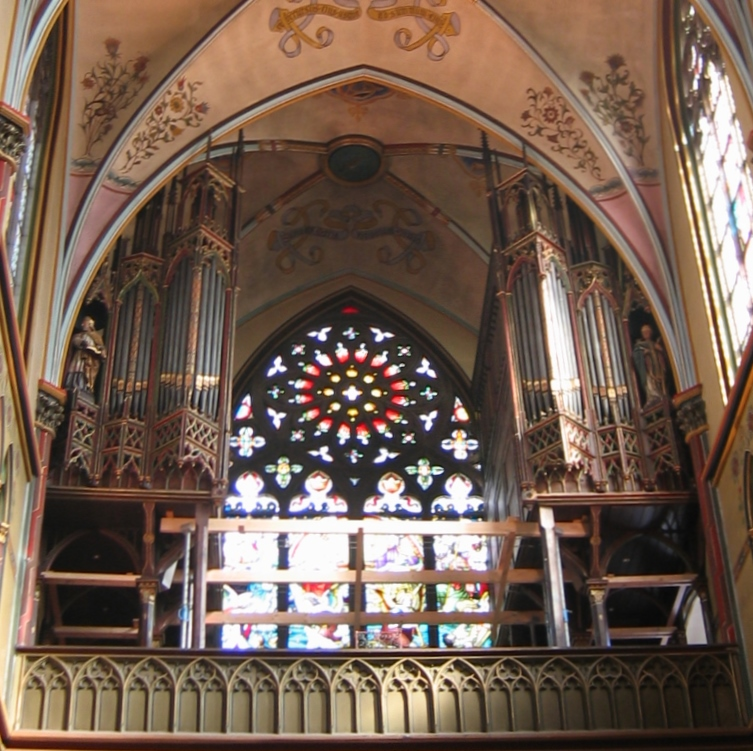
„Rettlar-Maarschalkerweerd-Orgel“ in Amsterdam

Nach seiner Lehre übersiedelte Rettler in die niederländische Provinz Limburg und wurde am 31. März 1842 als Kandidat bei den Redemptoristen in Wittem angenommen.  Am 15. August 1846 legte er dort sein Ordensgelübde ab.
Rettler baute sechs neue Orgeln in verschiedenen Redemptoristenklöstern in Belgien und den Niederlanden. Er starb in Roermond am 22. Oktober 1871.

## Erhaltene Werke
Im belgischen Sint-Truiden steht eine der beiden erhaltenen Rettler-Orgeln. Das in den Jahren 1842 bis 1844 erbaute Instrument befindet sich in der Minderbroederskerk und wurde im Jahre 2006 durch Filip Nijs aus Nieuwerkerken restauriert. Rettler baute sie für das ehemalige Redemptoristenkloster „Klosterkerk Sint-Franciscus van Solana“. Das Instrument ist acht Meter hoch, fünf Meter breit und zweieinhalb Meter tief.
Eine andere Rettler-Orgel befindet sich in Amsterdam in der Kirche Onze-Lieve-Vrouwe, der ehemaligen Redemptoristen-Kirche Onbevlekt Hart van Maria. Sie ist unter dem Namen „Rettlar-Maarschalkerweerd-Orgel“ bekannt. Das Instrument wurde 1859 durch Kaspar Anton Rettler erbaut und später durch Michael Maarschalkerweerd (Utrecht) restauriert und angepasst.

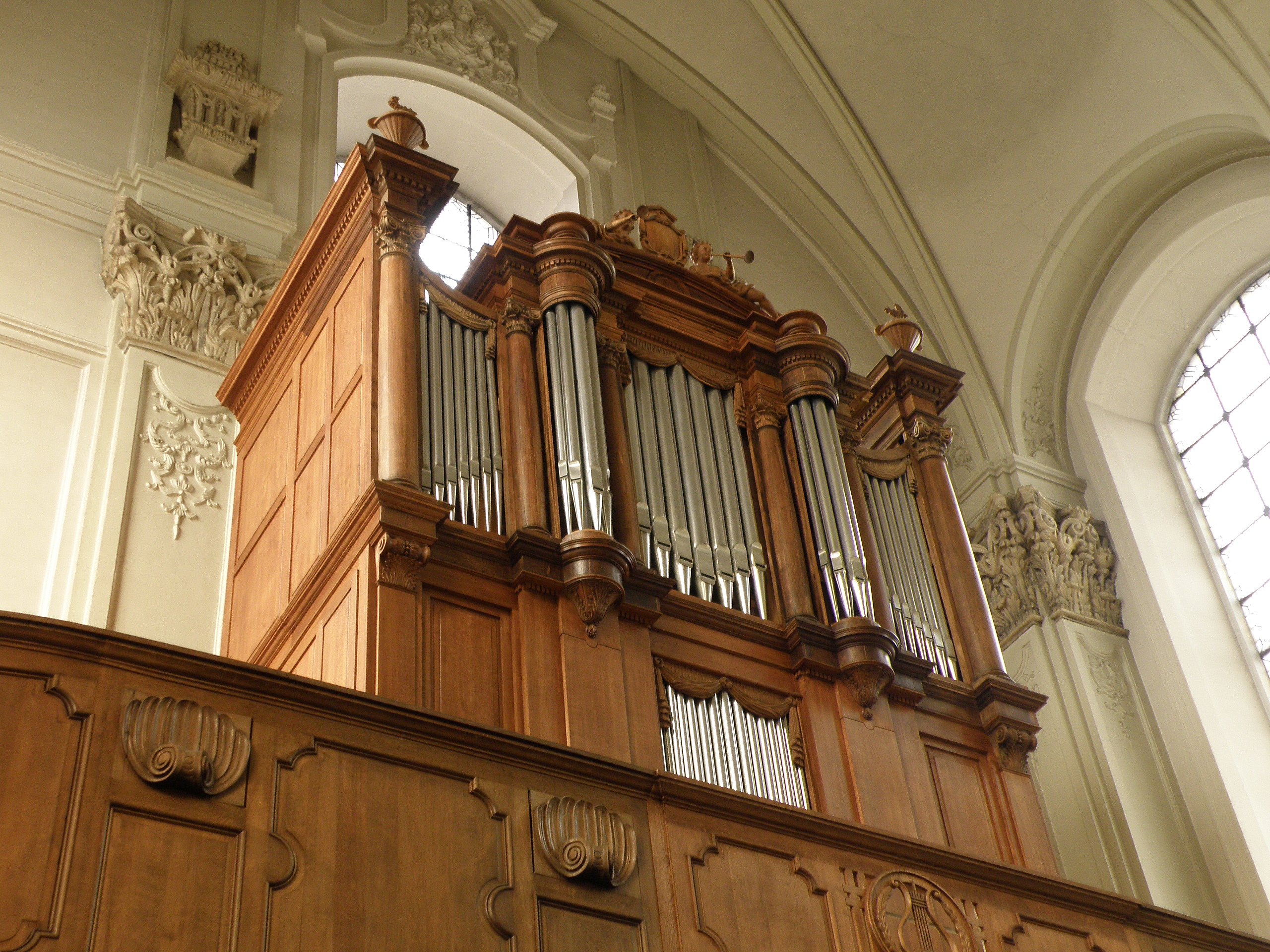
Rettler-Orgel der Minderbroederskerk in Sint-Truiden